# Grande società
La Grande Società (in inglese Great Society) fu un insieme di programmi nazionali statunitensi di riforma annunciati dal presidente Lyndon B. Johnson per la prima volta in un discorso all'Ohio University il 7 maggio 1964 e illustrati in modo più completo il 22 maggio 1964 alla University of Michigan. Questi programmi di riforma furono successivamente presentati al Congresso degli Stati Uniti e in buona parte approvati nel corso degli anni '60, grazie al consenso dei suoi sostenitori del Partito Democratico. 
Due obiettivi principali delle riforme sociali erano l'eliminazione della povertà e dell'ingiustizia razziale. Durante questo periodo furono lanciati nuovi grandi programmi di spesa nel campo dell'istruzione, delle cure mediche, dei problemi urbani e dei trasporti. La "Grande Società" di Johnson si ricollegava idealmente, per i suoi obiettivi e per le sue politiche, al programma del New Deal del presidente Franklin Delano Roosevelt.
Alcune proposte della Grande Società riprendevano iniziative contenute nel programma della Nuova Frontiera, interrotto dalla tragica morte del presidente John F. Kennedy. Il successo di Johnson nel promuovere e far approvare le sue riforme dipese dalla sua notevole influenza politica a livello congressuale, dalle sue capacità di persuasione, e dalle circostanze storiche favorevoli scaturite dalle elezioni presidenziali del 1964, che permisero al Partito Democratico di dominare il Congresso e di eleggere la Camera dei Rappresentanti con il maggior numero di esponenti della corrente liberal dal 1938. 
L'evoluzione della guerra del Vietnam e il massiccio coinvolgimento della macchina militare americana nel conflitto peraltro minarono in parte il successo del programma della "Grande Società". Le crescenti, enormi spese per il proseguimento della guerra in Indocina resero più difficile finanziare i programmi di riforma. I rappresentanti del Partito Democratico contrari alla guerra in Vietnam lamentarono che le spese militari soffocavano in modo decisivo il programma della Great Society. Nel complesso, tuttavia, nonostante le crescenti difficoltà politiche ed economiche, che costrinsero l'amministrazione ad eliminare o ridurre il finanziamento di alcuni progetti, il presidente Johnson riuscì a attivare una serie di programmi di grande importanza, tra cui il Medicare, il Medicaid, gli Older Americans Act e il finanziamento federale dell'istruzione, che sono ancora attivi. 
I programmi della Grande Società furono ampliati sotto le amministrazioni di Richard Nixon e Gerald Ford.

## Condizioni economiche e sociali
A differenza del New Deal, che era una risposta ad una grave calamità finanziaria ed economica, le iniziative della Great Society sono venute negli Stati Uniti quando la prosperità del periodo post bellico della II Guerra Mondiale, stava cominciando a svanire, ma prima che incominciasse il calo che fece cadere le classi medie e superiori. Il presidente Kennedy aveva proposto un taglio delle tasse abbassando l'aliquota marginale massima dell'imposta sul reddito del 20% (dal 91% al 71%), a partire dal febbraio 1964 sotto il presidente Johnson (tre mesi dopo l'assassinio di Kennedy). Il taglio delle tasse ha ridotto in modo significativo anche aliquote marginali ridotte nelle classi inferiori e nelle aziende. Il prodotto interno lordo è aumentato del 10% nel primo anno del taglio delle tasse, e la crescita economica media ad un tasso del 4,5% dal 1961 al 1968. Il taglio fiscale di Johnson ha innescato quello che uno storico ha descritto come "la più grande prosperità del dopoguerra". Il Prodotto Nazionale Lordo è aumentato del 7% nel 1964, dell'8% nel 1965, e del 9% nel 1966. Il tasso di disoccupazione è sceso al di sotto del 5%, e nel 1966 il numero di famiglie con un reddito di 7.000 dollari l'anno o più, aveva raggiunto il 55%, rispetto al 22% nel 1950. Nel 1968, quando John Kenneth Galbraith pubblicò una nuova edizione di "The Affluent Society", il reddito medio della famiglia americana si è attestato a 8.000 dollari, il doppio di quanto era stato un decennio prima
Il reddito personale è cresciuto del 15% nel 1966. I ricavi federali sono aumentati notevolmente da 94 miliardi di dollari nel 1961 a 150 miliardi nel 1967. Come il Baby Boom del dopoguerra, due volte e mezzo più americani poterono entrare nel mondo del lavoro tra il 1965 e il 1980 rispetto al 1950 e il 1965.

### Razza
Una grave crisi sociale metteva a confronto i cittadini della nazione. La segregazione razziale persisteva in tutti gli Stati del Sud. Il movimento per i diritti civili era stato un momento di slancio, nel 1964 erano iniziate rivolte urbane nei quartieri delle persone di colore a New York e a Los Angeles; dal 1968 centinaia di città hanno avuto scontri che hanno causato un grave contraccolpo politico conservatore. Gli affari esteri erano generalmente tranquilli, tranne che per la guerra del Vietnam, che partita da un limitato coinvolgimento nel 1963, è diventata una grande operazione militare nel 1968, che presto ha assorbito tutte le risorse destinate alla Grande Società.

### Gioco conservatore
Con i conservatori che hanno attaccato la Great Society di Johnson facendo maggiori guadagni alle elezioni nel 1966, del Congresso della Camera dei rappresentanti, e con la rabbia e la frustrazione della guerra del Vietnam, Johnson era ancora in grado di garantire il passaggio di programmi aggiuntivi durante i suoi ultimi due anni di mandato. Le leggi sono state approvate per estendere il programma Food Stamp, di ampliare la tutela dei consumatori, di migliorare gli standard di sicurezza, di formare professionisti sanitari, di aiutare gli americani portatori di handicap, e di programmi urbani.